# Абрантеш
Абра́нтеш (порт. Abrantes; МФА: [ɐ.ˈbɾɐ̃.tɨʃ]) — муніципалітет і місто в Португалії, в окрузі Сантарен. Розташований у центральній частині країни, на теренах історичної португальської провінції Ештремадура. Належить до Сантаренської діоцезії Католицької церкви в Португалії. Права міського самоврядування має з 1179 року. Поділяється на 13 парафій. За адміністративним поділом, чинним до 1976 року, був складовою провінції Рібатежу. Площа муніципалітету — 714,69 км², населення муніципалітету — 39325 ос. (2011); густота населення — 55,02 осіб/км²
. Патрон — святий Вікентій. Святковий день муніципалітету — 14 червня. Поштовий індекс — 2200.  Код місцевої адміністративної одиниці — 1401. Складова статистичного регіону Центр.

## Назва
- Абра́нтеш (порт. Abrantes, МФА: [ɐ.ˈbɾɐ̃.tɨʃ], [абра́нтиш]) — сучасна португальська назва.
- Абра́нтес (ісп. і ст.-порт. Abrantes, МФА: [a.ˈβɾãn̪.tes][2]) — старопортугальська і сучасна іспанська назва.
- Аура́нтес, або Авра́нтес (лат. Aurantes) — середньовічна латинська назва; ймовірно походить від покладів золота (лат. aurum) в долині річки Тежу[3].

## Географія
Абрантеш розташований в центрі Португалії, на північному сході округу Сантарен.
Місто розташоване за 50 км на північний схід від міста Сантарен на березі річки Таг.
Абрантеш межує на півночі з муніципалітетами Віла-де-Рей, Сардуал і Масан, на сході — з муніципалітетом Гавіан, на півдні — з муніципалітетом Понте-де-Сор, на заході — з муніципалітетом Шамушка, Конштансія, Віла-Нова-да-Баркіня і Томар.

## Історія
Абрантеш сформувався в середині ХІІ століття як військове поселення при Абрантеському замку. Він був португальським форпостом на річці Тежу і служив захистом Сантарена від південних маврів. 1173 року португальський король Афонсу І дарував місцевий замок Ордену святого Якова, а 1179 року надав поселенню Абрантеш форал, яким визнав за ним статус містечка та муніципальні самоврядні права.
У ХІІІ—XIV Абрантеш став одним із важливих торговельно-транспортних центрів Португальського королівства. На південному березі Тежу діяв річковий порт. До містечка суходолом прибували товари з провінції Алентежу, які далі по річці переправлялися до Лісабона. На зворотному шляху купецькі човни привозили крам, необхідний тутешнім міщанам і селянам.
1281 року португальський король Афонсу ІІІ дарував прибутки з Абрантеша своїй дружині, королеві Ізабелі. Відтоді склався звичай, згідно з яким португальські королеви традиційно опікувалися містечком.
У період міжкоролів'я 1382—1385 років мешканці Абрантеша підтримали майбутнього короля Жуана І. Саме з цього містечка він і його вірний полководець Нуну Перейра вирушили на доленосну битву при Алжубарроті. Цей епізод оспіваний у національній епопеї «Лузіади» Луїша де Камоенша.
1476 року Лопу де Алмейда, батько першого віце-короля Індії, отримав титул графа Абрантеського й став патріархом так званого Абрантеського дому.
1518 року португальський король Мануел I видав оновлений форал Абрантешу, підтвердивши його права на самоврядування.
На початку Реставраційної війни 1640—1668 років Абрантеш виявився першим після Лісабона містечком, яке підтримало нового короля Жуана IV. 1641 року поселення було нагороджене почесним титулом — «значне містечко Абрантеш» (порт. Notável Vila de Abrantes).
23 листопада 1807 року Абрантеш захопили французькі війська під командуванням генерала Жюно в ході вторгнення до Португалії. За успішно проведений похід, що завершився практично безкровною окупацією країни, Наполеон нагородив генерала титулом герцога Абрантеського. Оскільки португальські чиновники продовжили служити французам в Абрантеші так само, як до того служили португальському монаршому дому в Лісабоні, це породило популярний у той час каламбур: «Tudo como dantes, Quartel General em Abrantes!» (Все як раніше, лиш штаб-квартира в Абрантеші).
22 серпня 1808 року в Абрантеші було відновлено португальський суверенітет за умовами Сінтрської конвенції.
14 червня 1916 року Абрантеш отримав статус міста. Щорічно цього дня відмічається день муніципалітету.

## Населення
| Кількість мешканців | Кількість мешканців | Кількість мешканців | Кількість мешканців | Кількість мешканців | Кількість мешканців | Кількість мешканців | Кількість мешканців | Кількість мешканців | Кількість мешканців | Кількість мешканців | Кількість мешканців | Кількість мешканців | Кількість мешканців | Кількість мешканців | Кількість мешканців |
| ------------------- | ------------------- | ------------------- | ------------------- | ------------------- | ------------------- | ------------------- | ------------------- | ------------------- | ------------------- | ------------------- | ------------------- | ------------------- | ------------------- | ------------------- | ------------------- |
| 1864                | 1878                | 1890                | 1900                | 1911                | 1920                | 1930                | 1940                | 1950                | 1960                | 1970                | 1981                | 1991                | 2001                | 2011                |                     |
| 20 303              | 22 170              | 24 671              | 27 453              | 32 322              | 34 367              | 39 327              | 45 332              | 48 925              | 51 869              | 48 675              | 48 653              | 45 697              | 42 235              | 39 325              |                     |

## Парафії
1. Алдейя-ду-Мату
2. Алферрареде
3. Алвега
4. Бемпошта
5. Вале-даш-Мош
6. Карвальял
7. Конкавада
8. Мартіншел
9. Морішкаш
10. Пегу
11. Ріу-де-Моіньюш
12. Россиу-ау-Сул-ду-Тежу
13. стільнику
14. Сан-Факундо
15. Сан-Жуан
16. Сан-Мігел-ду-Ріу-торт
17. Сан-Вісенте
18. Трамагал
19. Фонтеш

## Персоналії

### Уродженці
- Луїш (1506—1555) — герцог Безький.
- Фернанду (1507—1534) — герцог Гуардський.